# Phong Địa Quan

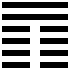
Đồ hình quẻ Phong địa quan

Quẻ Phong Địa Quan, đồ hình::::|| còn gọi là quẻ Quan (觀 guan1), là quẻ thứ 20 trong Kinh Dịch.
- Nội quái là ☷ (::: 坤 kun1) Khôn hay Đất (地).
- Ngoại quái là ☴ (:|| 巽 xun4) Tốn hay Gió (風).

Giải nghĩa: Quan dã. Quan sát. Xem xét, trông coi, cảnh tượng xem thấy, thanh tra, lướt qua, sơ qua, sơn phết, quét nhà. Vân bình tụ tán chi tượng: tượng bèo mây tan hợp.